# SK Libeň (lední hokej)
SK Libeň (celým názvem: Sportovní klub Libeň) byl československý klub ledního hokeje, který sídlil v Praze. V sezóně 1946/47 se klub zúčastnil nejvyšší hokejové soutěže v zemi. Ve skupině A skončil klub na sestupovém 5. místě.

## Přehled ligové účasti
Stručný přehled
Zdroj: 
- 1936–1937: Středočeská I. třída (3. ligová úroveň v Československu)[4]
- 1937–1938: Středočeská I. B třída – sk. A (3. ligová úroveň v Československu)[5]
- 1938–1939: Středočeská I. B třída – sk. Sever (2. ligová úroveň v Československu)[6]
- 1939–1940: Balounkova II. třída – sk. Východ (4. ligová úroveň v Protektorátu Čechy a Morava)[7]
- 1940–1941: Balounkova II. třída – sk. III-A (4. ligová úroveň v Protektorátu Čechy a Morava)[8]
- 1941–1942: Balounkova I. B třída – sk. A (3. ligová úroveň v Protektorátu Čechy a Morava)[9]
- 1942–1943: Balounkova I. A třída – sk. Říčany (2. ligová úroveň v Protektorátu Čechy a Morava)[10]
- 1943–1944: Českomoravská liga (1. ligová úroveň v Protektorátu Čechy a Morava)
- 1944–1945: Balounkova I. A třída (2. ligová úroveň v Protektorátu Čechy a Morava)[11]
- 1945–1946: Divize – sk. Sever (2. ligová úroveň v Československu)
- 1946–1947: 1. liga – sk. A (1. ligová úroveň v Československu)
- 1947–1949: Středočeská divize – sk. A (2. ligová úroveň v Československu)
- 1949–1950: Oblastní soutěž – sk. D2 (2. ligová úroveň v Československu)
- 1950–1951: Středočeská I. třída – sk. K (3. ligová úroveň v Československu)

Jednotlivé ročníky
Zdroj: 
Legenda: ZČ - základní část, červené podbarvení - sestup, zelené podbarvení - postup, fialové podbarvení - reorganizace, změna skupiny či soutěže
| Československo (1936 – 1939)             |                                    |           |          |                                           |                   |
| Sezóny                                   | Soutěž                             | Úroveň    | ZČ       | Play-off, nadstavba, sk. o udržení...     | Poznámky          |
| 1936/37                                  | Středočeská I. třída               | 3. úroveň | 6. místo |                                           | Reorganizace      |
| 1937/38                                  | Středočeská I. B třída – sk. A     | 3. úroveň | ?. místo |                                           | Reorganizace      |
| 1938/39                                  | Středočeská I. B třída – sk. Sever | 2. úroveň | 4. místo |                                           | Reorganizace      |
| Protektorát Čechy a Morava (1939 – 1945) |                                    |           |          |                                           |                   |
| Sezóny                                   | Soutěž                             | Úroveň    | ZČ       | Play-off, nadstavba, sk. o udržení...     | Poznámky          |
| 1939/40                                  | Balounkova II. třída – sk. Východ  | 4. úroveň | 1. místo |                                           | Reorganizace      |
| 1940/41                                  | Balounkova II. třída – sk. III-A   | 4. úroveň | 1. místo | Kvalifikace o I. třídu (1. místo)         | Postup            |
| 1941/42                                  | Balounkova I. B třída – sk. A      | 3. úroveň | 1. místo |                                           | Postup            |
| 1942/43                                  | Balounkova I. A třída – sk. Říčany | 2. úroveň | 1. místo |                                           | Postup            |
| 1943/44                                  | Českomoravská liga                 | 1. úroveň | 6. místo |                                           | Sestup            |
| 1944/45                                  | Balounkova I. A třída              | 2. úroveň | –. místo |                                           | Soutěž neodehrána |
| Československo (1945 – 1951)             |                                    |           |          |                                           |                   |
| Sezóny                                   | Soutěž                             | Úroveň    | ZČ       | Play-off, nadstavba, sk. o udržení...     | Poznámky          |
| 1945/46                                  | Divize – sk. Sever                 | 2. úroveň | 1. místo | Kvalifikace o 1. ligu, 2. kolo (2. místo) | Postup            |
| 1946/47                                  | 1. liga – sk. A                    | 1. úroveň | 5. místo |                                           | Sestup            |
| 1947/48                                  | Středočeská divize – sk. A         | 2. úroveň | –. místo |                                           | Soutěž nedohrána  |
| 1948/49                                  | Středočeská divize – sk. A         | 2. úroveň | 4. místo |                                           | Reorganizace      |
| 1949/50                                  | Oblastní soutěž – sk. D2           | 2. úroveň | 6. místo |                                           | Reorganizace      |
| 1950/51                                  | Středočeská I. třída – sk. K       | 3. úroveň | ?. místo |                                           | Reorganizace      |